# Gremiasco
Gremiasco är en ort och kommun i provinsen Alessandria i regionen Piemonte i Italien. Kommunen hade 317 invånare (2018).